# Yétili
Yétili est une série télévisée de marionnettes française créée par Séverine Lebrun et coproduite par Darjeeling et Moving Puppet, avec la participation de France Télévisions depuis 2016.
5 saisons ont été produites, les épisodes ont une durée de 7 minutes 30 secondes.

## Historique
La série fut créée pour être diffusée sur les chaînes du réseau France Télévisions (France 5, France 4, puis la plateforme Okoo à sa création).

## Synopsis
Chaque jour, Nina et Léon retrouvent Yétili et... c'est l'heure de l'histoire ! Ensemble, ils lisent des livres et voyagent au pays des albums.  

## Saisons et épisodes
Saisons et épisodes
- La saison 1 comprend 26 épisodes de 7'30.
- La saison 2 comprend 50 épisodes de 7'30 et un épisode supplémentaire de 30 minutes.
- La saison 3 comprend 33 épisodes de 7'30 et un épisode supplémentaire de 26 minutes.
- La saison 4 comprend 69 épisodes de 7'30.
- La saison 5 comprend 52 épisodes de 8 minutes.
- La saison 6 comprend 26 épisodes (diffusés à ce jour) entre 7 et 8'.

## Liste des épisodes
Saison 1
1. Qui a pris le dodolé de Zekeyé ?
2. Émile est invisible
3. Victor qui pète
4. Moi, devant
5. C'est moi le plus fort
6. Cache-cache dinos
7. L'après-midi d'une fée
8. Poka et Mine - Un cadeau pour grand-mère
9. La princesse Flore et son poney bouton d'or
10. Le chevalier de ventre-à-terre
11. Grododo
12. Les trois boucs
13. Les noëls d'Ernest et Célestine - Le sapin de Noël
14. Pomélo grandit
15. Le caillou de Ferdinand
16. Grand corbeau
17. Je mangerais bien un enfant
18. La tempête
19. Le Piratosaure
20. Lian
21. Le monstre du placard
22. L'ogre, le loup, la petite fille et le gâteau
23. Petit Indien
24. Roule Galette
25. La petite géante
26. Léontine

Saison 2
1. Devine où j'suis ?
2. Le Dîner fantôme
3. Ma maison a le hoquet
4. Un lion à Paris
5. La première nuit dehors
6. Pablo et la chaise
7. Recherche super héros
8. C'est un secret
9. La Bestiole
10. La chèvre biscornue
11. Le pirate et le roi
12. Le petit chaperon rouge
13. Moustachat
14. La tournée du facteur souris
15. Rikiki terrible pirate des mers
16. La souris et le voleur
17. La brouille
18. Yasuké
19. La clé
20. Le chien que Nino n'avait pas
21. Louise de New York, la détective
22. L'heure vide
23. Vezmo la sorcière
24. Les musiciens de Brême
25. Le corbeau et le fromage
26. Au bureau des objets trouvés
27. Dans la forêt du paresseux
28. Minute papillon
29. Mon voisin
30. Le petite grenouille qui avait mal aux oreilles
31. Les trop super - Le complexe d'Adèle
32. Le retour de Marta
33. Mamoko, 50 histoires au Moyen-Âge
34. Loin très loin
35. Le taxi brousse de Papa Diop
36. Le Bois Dormait
37. Interdit aux éléphants
38. C'est à moi ça !
39. Léon et son croco
40. L'inventeur
41. Charlie
42. Au loup !
43. Joyeux Noël Rita & Machin
44. La princesse et le poney
45. Le matelas magique
46. Au feu petit Pierre
47. Si tu ne veux pas aller au lit, surtout ne baille pas !
48. Chut ! On a un plan
49. Marcel le champion
50. Casse noisette

Saison 3
1. Les lions ne mangent pas de croquettes
2. Émile et la Danse de boxe
3. Le Voleur de poules - histoire sans paroles
4. Petit pois
5. La leçon
6. Henri est en retard
7. Ah ! Les bonnes soupes
8. Les robots n'aiment pas l'eau
9. Les deux maisons
10. Louise
11. Mère méduse
12. Duel au soleil
13. La petite casserole d'Anatole
14. L'abri
15. Le gravillon de pavillon qui voulait voir la mer
16. Louis Ier roi des moutons
17. Le jour de la gazelle
18. Mon pull panda
19. Roulé le loup !
20. Le tracas de Blaise
21. Oh non, George !
22. Pompon Ours dans les bois
23. Odile ?
24. La grenouille à grande bouche
25. Le tunnel
26. La monture de Castor-Têtu
27. Patate pourrie
28. Le grand chien et moi
29. Les fantômes au Loch Ness
30. Tito et Pépita & l'intolérable voisin
31. Le miroir d'Henri
32. Dada
33. Le carnaval jazz des animaux

Saison 4
1. Bleue et Bertille
2. Mon chat le plus bête du monde
3. N'oublie pas ton chapeau
4. Le Bain d'Abel
5. Le grand cerf
6. Le piratosaure et le trésor des pyramides
7. Mon ami
8. L'hiver de la famille souris
9. J'en rêvais depuis longtemps
10. Tuk Tuk express
11. Mademoiselle Sauve qui peut
12. Tous les mots n'existent pas
13. Far West
14. Dimanche
15. Le pou et la puce
16. Roger Chéri
17. Mais que dit l'escargot à chapeau
18. Le Mange Doudou
19. Les pestouilles ont un plan
20. Camping Sauvage
21. Chez toi, chez moi
22. Train Fantôme
23. Route 66
24. Le loup et la mésange
25. Barnabé part au bout du monde
26. Jojo l'ombrelle
27. Aldo et la neige
28. Un éléphant dans un palais de porcelaine
29. Grand Loup et Petit Loup / La petite feuille qui ne tombait pas
30. Pomelo découvre
31. Papa sur la lune
32. La chasse au trésor de Monsieur Taupe
33. Le Secret du Rocher Noir
34. Pleine Lune (édition canadienne lue)
35. Matin Minet, point du jour
36. Le Grand serpent
37. La recette de Sacha Quichon
38. Les bottes
39. Ma maison
40. Un gâteau au goûter
41. Course épique
42. Poka et Mine à la pêche
43. Les fantômes à la cave
44. Jules et le renard
45. La corde à linge
46. Poka et Mine / Le football
47. La Maison de Madame M
48. La toute petite petite bonne femme
49. L'Arrivée des Capybaras
50. Denise et moi
51. Deux pour moi, Un pour toi
52. En cas d'attaque
53. La nuit de Beurk
54. La Grande roue
55. La Complainte du Gecko
56. Ernest et Célestine/ Musiciens des rues
57. La souris qui voulait faire une omelette
58. Le jardin des ours
59. Taupe et Mulot La baignade
60. Regarde Papa
61. Ernest et Célestine ont perdu Siméon
62. Ni vu ni connu
63. Ligne 135
64. La chaise bleue
65. Le petit arbre qui voulait devenir un nuage
66. La famille souris prépare le nouvel an
67. Plein désert
68. Le pousseur de bois
69. Fleur-de-Cactus et Castor-Têtu

Saison 5
1. Même pas en rêve !
2. Le bain de Berk
3. Quand Hadda reviendra-t-elle ?
4. Nino
5. Le cochon magique
6. La lessive de la famille Souris
7. On est en retard !
8. Les choses précieuses
9. 20 bonnes raisons de se brosser les dents
10. Les reflets d'Hariett
11. S'appeler Raoul
12. J'ai vu le lion le renard et la belette
13. La moufle
14. Cache cache lapins
15. Une nuit au jardin
16. Un thé à l'eau de parapluie
17. Un mammouth dans le frigo
18. Adieu odieux diner
19. La petite buche
20. Séraphine l'anniversaire
21. Tortue express
22. Je veux pas aller à la piscine
23. Ouvre-moi ta porte
24. Barnabé fait le mort
25. Votez Leloup !
26. Brise montagnes
27. Les désastreuses conséquences de la chute d'une goutte de pluie
28. Pompon ours et Pompons blancs
29. Pépé & Cracotte
30. Le gardien de la lune
31. C'est pas grave
32. Loup Gris la terreur
33. L'école de dessin de Petit Pois
34. Scritch scratch dip clapote !
35. Poka et Mine au cinéma
36. Aldo
37. Le Chevalier Noir - Une fable énervante
38. L'expédition
39. La petite mémé futée
40. (titre inconnu)
41. Dagobert
42. Aïe aïe aïe !
43. Laurent tout seul
44. L'arrêt de bus
45. L'extraordinaire aventure de la classe de Mlle Petsec
46. Jeux pour animaux
47. C'est quand l'été ?
48. La perle
49. Papa, regarde mon tableau !
50. Tancho
51. Bienvenue chez moi
52. Je suis un lion

Saison 6
1. Ernest et Célestine chez le photographe
2. Petite Fille et le loup
3. Promenons-nous dans les bois
4. La tournée du facteur voyageur
5. On joue à cache-cache ?
6. Les aventuriers du soir
7. Tu sautes, Eliot ?
8. L'ourse bleue
9. Balthazar
10. Matin-Minet Smimna
11. Photo de famille
12. La meilleure des écoles
13. Le livre qui a peur et le livre coquin
14. Mais où est-elle ?
15. Premier matin
16. Reglobus
17. Le dehors
18. La comète
19. Attention, il y a un loup dans ce livre !
20. Le grand voyage de Flamingo
21. Loup gris part à l'aventure
22. La nuit, tous les chats...
23. Roland léléfan bouquine
24. Electrico 28
25. Émerveillements
26. Boucle d'or et les trois ours

## Ambition éducative
Chaque livre lu pendant l'épisode de Yétili existe réellement, et ses références sont données par le personnage du yéti avant de le lire. La couverture et les pages intérieures du livre sont montrées distinctement pendant la lecture de celui-ci. La série a pour ambition de promouvoir la lecture d'albums jeunesse et d'encourager la lecture partagée entre parents et enfants.

## Doublage des personnages
- Yétili : Michel Elias
- Nina : Nelly Rebibo
- Léon : Kaycie Chase